# Districte d'Argandab (Kandahar)
Argandab és el nom d'un districte administratiu (woloswali) de l'Afganistan a la província de Kandahar.
Té una superfície aproximada de 579 km² i una població estimada al cens de 1979 de 43.000 habitants; està situat al centre de la part nord, més aviat cap a l'oest. La capital és la vila d'Argandab.